# Telnet
Telnet är ett nätverksprotokoll för Internet främst avsett för textbaserad inloggning på olika datorer, men också för annan textbaserad kommunikation, till exempel mellan automatiserade processer. Protokollet definierar ett antal avancerade funktioner, men protokollet och telnet-programmen används också för enkel textbaserad kommunikation med serverprocesser som inte nödvändigtvis stöder dessa.
Telnet använder vid textbaserad inloggning normalt TCP-port 23, som är reserverat för ändamålet. Denna funktion har till stor del övertagits av SSH, som skapar en krypterad förbindelse.
Eftersom de flesta applikationsprotokoll på Internet använder textbaserade kommandon och svar kan telnet-programmen användas för att kommunicera med många servrar. Exempel på sådana protokoll är SMTP, POP3 och IMAP för e-post, HTTP för webbaccess och NNTP för Usenet-access.

## Historia
Telnet är ett klient-server protokoll som fördaterar TCP/IP och som användes i samband med NCP protokollet. Vanligtvis så används Telnet protokollet för att etablera en anslutning till TCP (Transmission Control Protocol), och mer specifikt till port 23. Vid denna port så finns det en Telnet server applikation (telnetd) som är lyssnaren.
Flera förlängningar av protokollet har gjorts på grund av dess protokollarkitektur. Vissa av dessa förlängningar har sedan blivit standard inom Internet.
Telnet kan som enklast förstås inom kontexten av en användare med en terminal som använder det lokala Telnet programmet (känt som klientprogrammet) till att köra en inloggningssession på en fjärrdator där användarens kommunikationsbehov är hanterat av ett Telnet serverprogram.

## Säkerhet
I början av Telnets utveckling så var säkerhet inte nödvändigtvis en prioritering. Detta beror på att den större majoriteten av datoranvändare med nätverk var inom datavetenskapsavdelningarna på akademiska institutioner, alternativt inom statligt ägda forskningsanläggningar.
Detta förändrades när en ständigt ökande andel av befolkningen fick tillgång till internet vilket även ökade antalet människor som hade avsikten att bryta sig in på servrar. Resultatet av detta var att utveckling av krypteringsalternativ var nödvändiga.
Telnet bör inte som sådant användas till fjärrinloggning eftersom förbindelsen inte är krypterad. Data som skickas över förbindelsen kan avlyssnas (inklusive lösenord) och manipuleras av dem mellan klient och server eller av dem som lyckas styra vilken väg datapaketen tar.
På grund av säkerhetsproblemet har användandet av Telnet-protokollet minskat och för inloggning nästan helt ersatts av SSH-protokollet. Telnet-förbindelser kan styras via en krypterad förbindelse, såsom en SSH-tunnel, men SSH tillhandahåller i sig själv de funktioner som vanligen behövs.